# 스피드스케이팅 여자 1500m 대한민국 기록 추이
스피드 스케이팅 대한민국 기록은 대한 빙상 경기 연맹이 공인하고 관리한다.
다음은 여자 1500m 대한민국 기록 추이이다.
| # | 시간        | 차이     | 선수   | 소속       | 날짜           | 대회명                                                                                        | 장소                | 경기장                               | 주석 및 기타                                   | 동영상 |
|   | 2분 36초 7  | -        | 김귀진 |            | 1968. 02. 10   | 제10회 동계 올림픽                                                                            | 프랑스 그르노블     | Parc Paul Mistral, Anneau de Vitesse | 27위.                                          |        |
|   | 2분 30초 2  | - 6.5초  | 전선옥 | 수사부여고 | 1970. 02. 27   | 일본 전지훈련단 기록회                                                                        | 일본 나가노 현      | 국제 스포츠 센터                     | 17분 31초 3                                    |        |
|   | 2분 29초 1  | - 1.1초  | 최중희 | 고려대     | 1972. 01. 03   | 삿포로 동계 올림픽 출전 스피드 스케이팅 최종 선발전                                           | 대한민국 서울       | 태릉 국제 스케이트장                 | [ 3 ]                                          |        |
|   | 2분 27초 8  | - 1.3초  | 전선옥 |            | 1972. 01. 13   | 동계 체전                                                                                     | 대한민국 서울       | 태릉 국제 스케이트장                 | 종전 2분 27초 8                                |        |
|   | 2분 27초 5  | - 0.3초  | 김영희 |            | 1972. 12. 23   | 스피드 스케이팅 공인 기록회                                                                   | 대한민국 서울       | 태릉 국제 스케이트장                 | [ 5 ]                                          |        |
|   | 2분 24초 9  | -        | 김영희 | 숭의여고   | 1973. 03. 02   | 제28회 전국 남녀 종합 빙상 선수권 대회                                                        | 대한민국 서울       | 태릉 국제 스케이트장                 | 종전 2분 26초 5(김영희)                        |        |
|   | 2분 23초 8  | - 1.1초  | 김영희 | 숭의여고   | 1974. 01. 08   | 제4회 회장기 쟁탈 전국 남녀 빙상 대회                                                         | 대한민국 서울       | 태릉 링크                            | [ 7 ]                                          |        |
|   | 2분 19초 81 | -        | 이성애 | 유봉여고   | 1981. 02. 03   | 81 전국 남녀 주니어 병싱 선수권 대회 겸 세계 남녀 주니어 빙상 선수권 대회 파견 선수 선발 대회 | 대한민국 서울       | 태릉 스케이트장                      | 종전 2분 20초 23 (김영희 80년)                 |        |
|   | 2분 15초 14 | -        | 이연주 | 강원대     | 1984. 01. 22   | 국제 초청 스피드 스케이팅 대회                                                                | 서독 인첼           |                                      | 종전 2분 17초 34 (이경자 83년 12월)            |        |
|   | 2분 13초 15 | - 1.99초 | 이경자 | 숙명여대   | 1985. 12. 08*  | 인첼 국제 초청 빙상 대회                                                                      | 서독 인첼           |                                      | 2위                                            |        |
|   | 2분 10초 92 | -        | 유선희 | 옥시       | 1993. 11. 08*  | 인첼 국제 초청 빙상 대회                                                                      | 독일 인첼           |                                      | 4위. 종전 2분 11초 95 (김영옥 88캘거리 올림픽) |        |
|   | 2분 07초 50 | -        | 유선희 | 옥시       | 1993. 12. 04   | 1993–04 스피드 스케이팅 월드컵                                                                | 노르웨이 하마르     |                                      | PB                                             |        |
|   | 2분 06초 32 | - 1.18초 | 백은비 | 경희여고   | 1996. 03. 10 * | 96 주니어 스피드 스케이팅 선수권 대회                                                         | 캐나다 캘거리       | 올림픽 오벌                          | 3위.                                           |        |
|   | 2분 05초 76 | -        | 백은비 | 경희여고   | 1997. 10. 26 * | 캐나다 4개국 초청 대회                                                                        | 캐나다 캘거리       | 올림픽 오벌                          | 2위. 종전 2분 06초 50 (정은비)*                |        |
|   | 1분 56초 38 |          | 노선영 | 한국체대   | 2009. 12. 12   | 2009–10 스피드 스케이팅 월드컵 (5차 대회)                                                     | 미국 솔트레이크시티 | 유타 올림픽 오벌                     | 종전 1분57초09 (이주연 2007. 11)               |        |

## 같이 보기
- 스피드 스케이팅 여자 1500m 세계 기록 추이
- 스피드 스케이팅 남자 1500m 대한민국 기록 추이
- 스피드 스케이팅 남자 1500m 세계 기록 추이